# كأس سيرجيو فالسي
كأس سيرجيو فالسي (بالإيطالية: Coppa Sergio Valci)‏ هي مسابقة كأس كرة القدم السنوية للرجال في الفاتيكان.

## التاريخ
تم إنشاء مسابقة كأس الفاتيكان المعروفة باسم كأس ACDV في عام 1985. تم تغيير اسمها إلى كأس سيرجيو فالسي في عام 1994 لتكريم موظف الفاتيكان منذ فترة طويلة ورئيس الـFA سيرجيو فالسي. منذ عام 2007، يتنافس بطل كأس سيرجيو فالسي ضد بطل بطولة مدينة الفاتيكان، في كأس سوبر الفاتيكان.

## سجل الفائزين
| الموسم           | البطل                 |
| ---------------- | --------------------- |
| كأس ACDV         |                       |
| 1985             | تيليبوست              |
| 1986             | أس أس هيرميس          |
| 1987             | جمعية إس إس بيتر وبول |
| 1988             | سيرفيزي تكنكي         |
| 1989             | تيليبوست              |
| 1990             | تيليبوست              |
| 1991             | سيرفيزي تكنكي         |
| 1992             | ديرسكو                |
| 1993             | ديرسكو                |
| كأس سيرجيو فالسي |                       |
| 1994             | ديرسكو                |
| 1995             | تيليبوست              |
| 1996–2006        | غير معروف             |
| 2007             | بانثيون               |
| 2008             | أس أس هيرميس          |
| 2009             | أس أس هيرميس          |
| 2010             | ديرسكو                |
| 2011             | تليفوني               |
| 2012             | ديرسكو                |
| 2013             | فورتيتودو 2007        |
| 2014             | سان بيترو             |
| 2015             | متحف الفاتيكان        |
| 2016             | سانتوس                |
| 2017             | رابرزنديفا            |

- المصدر:[4]

## الملاحظات
1. ↑  سميت فيما بعد بـ متاحف الفاتيكان

## وصلات خارجية
- رياضة الفاتيكان